# La vie en Rose (tijdschrift)
La vie en Rose was een Nederlands tijdschrift dat werd uitgegeven door uitgeverij Mood for Magazines, een dochteronderneming van Sanoma Uitgevers. Voor in La vie en Rose was vooral het beeld te vinden: mode, schoonheid, kunst, portretten (The Magazine). Achter in La vie en Rose vooral het woord: literatuur, poëzie, interviews, biografieën, toneel, brieven (The Book).
In april 2009 werd de laatste editie van het tijdschrift uitgegeven nadat Sanoma Uitgevers had geconcludeerd dat de 'achterblijvende resultaten' niet konden verbeteren. De titel, die destijds als ‘exclusief fashion magazine’ op de markt werd gebracht door Rozemarijn de Witte (ook de bedenker van LINDA.), heeft vijf jaar bestaan.